# Oncidium ensatum
Oncidium ensatum là một loài phong lan có ở miền nam Florida tới Cuba, miền nam México tới tây bắc Venezuela.

## Hình ảnh

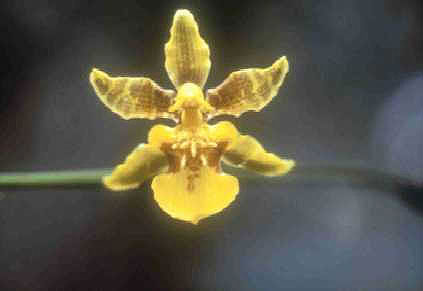